# Balder Viking
För andra betydelser, se Balder (olika betydelser).
Balder Viking är ett tidigare svenskt fartyg som använts både som offshorefartyg och isbrytare. Balder Viking var det andra fartyget i Viking-klass att levereras. Fartyget har två systerfartyg, Tor Viking II och Vidar Viking.
Under de kalla vintrarna 2009–2011 nyttjades Balder Viking, som då ägdes av Trans Viking Icebreaking & Offshore AS, dotterbolag till Viking Supply Ships AS, liksom sina systerfartyg Tor Viking II och Vidar Viking, som isbrytare för Sjöfartsverket i Östersjön.
Balder Viking, Tor Viking II och Vidar Viking såldes i augusti 2018 till Kanada.